# 臺南市立圖書館公園總館
臺南市立圖書館公園總館位於臺灣臺南市北區公園北路3號，對面即為國立台南二中。原為臺南市立圖書館的總館，因位於永康區東橋重劃區的新總館於2021年1月2日落成，改名為公園總館。雖有「總館」之名，但亦為北區區內唯一的圖書館。週邊有許石音樂圖書館及兒童科學館。

## 沿革
原位於台南公園北側的臺南市立圖書館(第二代總館)因空間不敷使用，臺南市立圖書館舊館於民國63年（1974年）標售給遠東集團以獲取建造新館的資金:36。爾後於南區健康路體育館設立臨時圖書館，繼續提供借書服務:36。第二代總館位於臺南公園北側（前身綠池，後填平），民國64年（1975年）2月公園總館動工，同年10月「公園總館」完工:36。最初第二代總館落成時，改稱「臺南市立中正圖書館」，除了一般圖書館常見的自修室等設施外，還設有「匪情資料室」和「革命文庫」:36。
原為閉架式書庫，耗資100多萬後，民國88年（1999年）8月26日正式改為開架式書庫。2014年12月閉館整修，2015年8月1日重新開館。2024年5月臺南研究資料館於地下1樓完工開放。

## 樓層配置
| 樓層   | 設施                                                               |
| ------ | ------------------------------------------------------------------ |
| 4F～5F | 行政區                                                             |
| 3F     | 開架閱覽區（800）．外文區．參考資料．多功能室                      |
| 2F     | 開架閱覽區（0-700&900）．青少年區．漫畫區                          |
| 1F     | 服務台．期刊報紙區．視聽區．兒童區．樂齡區．電腦網路區．年度新書區 |
| B1     | 臺南研究資料館．裝訂期刊．裝訂報紙．罕用書庫                       |

## 外部連結
- 臺南市立圖書館 （页面存档备份，存于）